# Hervormde kerk (Broek op Langedijk)
De Hervormde kerk van Broek op Langedijk is een kerkgebouw uit de 15e eeuw gelegen aan de Dorpsstraat 72 in het Noord-Hollandse dorpje Broek op Langedijk.
De kerk is in hoofdzaak gebouwd in de 16de eeuw. Het oudste gedeelte is het koor uit de 15de eeuw. In de Franse tijd werd de kerk gebruikt door de Fransen als paardenstal.
Karakteristiek aan deze eenbeukige laat gotische zaalkerk is het houten torentje met ingesnoerde spits van een jongere datum. In de klokkenstoel bevindt zich een klok van Geert Wou uit het jaar 1504. 

## Inventaris
In de kerk staan een preekstoel uit 1709, een doopboog uit de 17e eeuw en een tiengebodenbord uit 1642. Het orgel van de hand van de Duitse orgelbouwersfirma Gebrüder Euler dateert uit 1884. Het heeft twee manualen, 20 registers en een vrij pedaal.

## Foto's

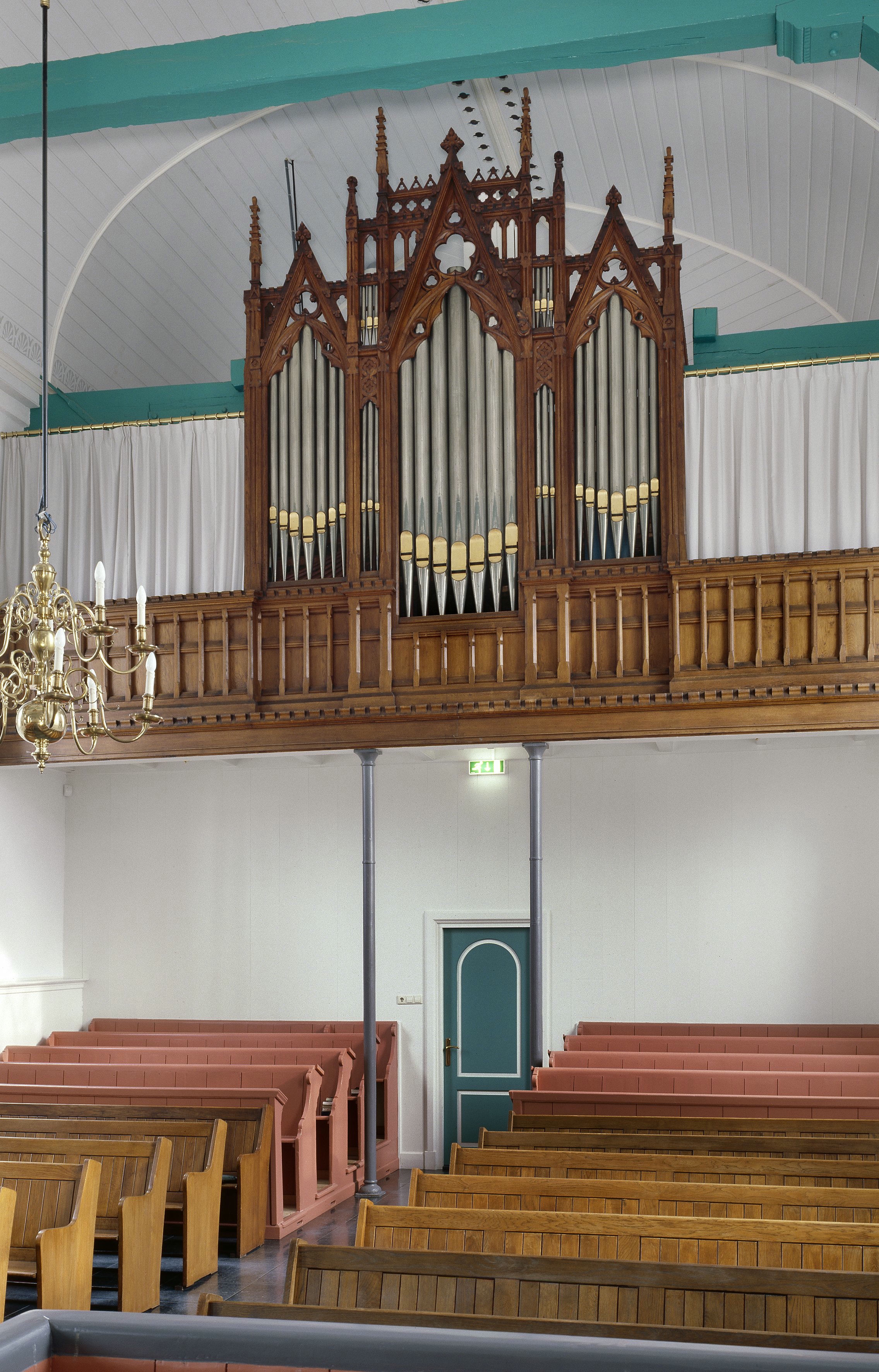
Het Euler-orgel uit 1884
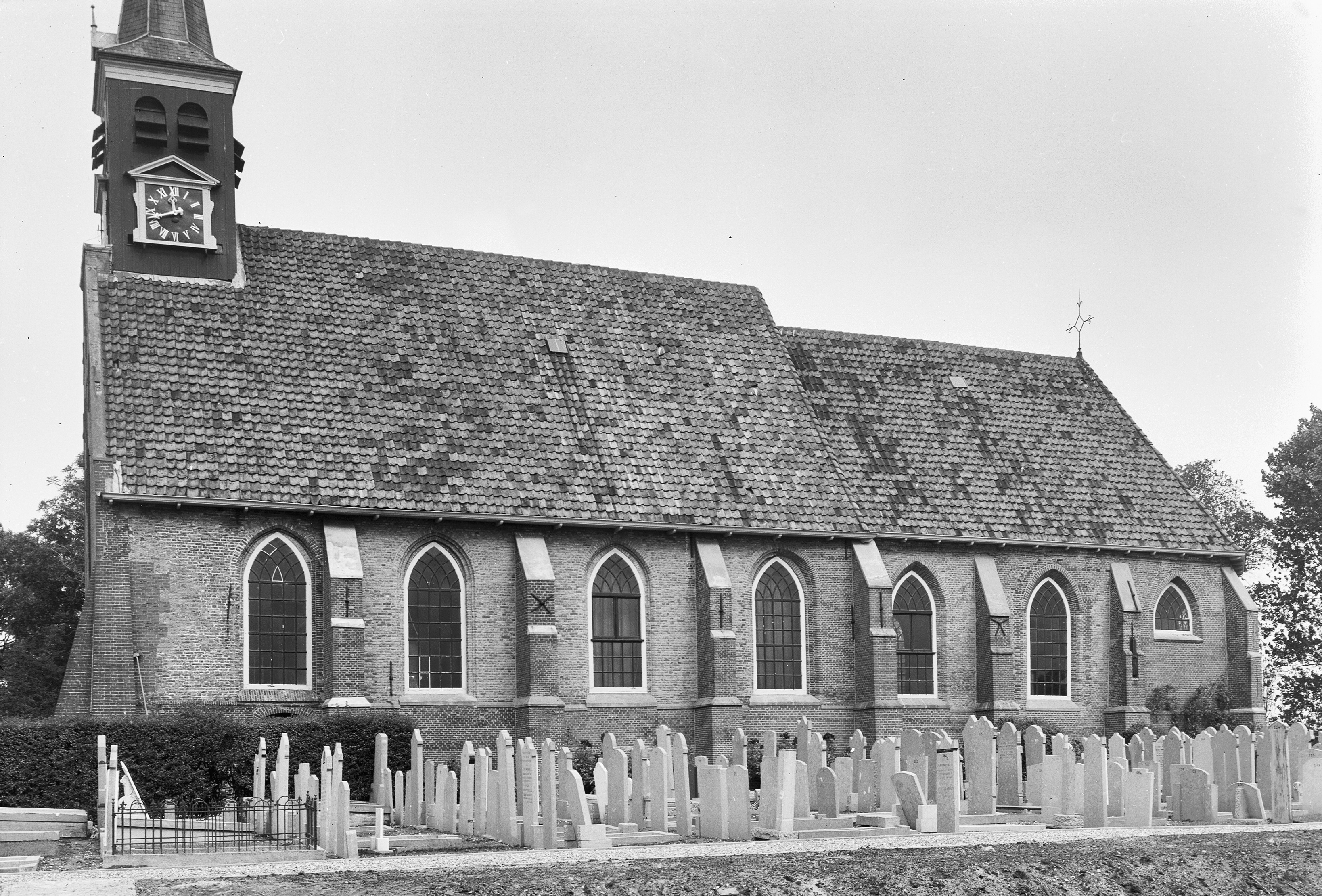
Zuidzijde